# Neobetulaphis chaetosiphon
Neobetulaphis chaetosiphon är en insektsart. Neobetulaphis chaetosiphon ingår i släktet Neobetulaphis och familjen långrörsbladlöss. Inga underarter finns listade i Catalogue of Life.